# Casa Editora Presbiteriana
A Casa Editora Presbiteriana (Razão social), ou Editora Cultura Cristã (nome fantasia), é a editora oficial da Igreja Presbiteriana do Brasil. Organizada a 25 de fevereiro de 1948, atualmente possui um acervo de mais de 600 títulos – em 36 áreas diferentes – e três milhões de volumes publicados. É responsável pela edição e distribuição da literatura utilizada pela Igreja Presbiteriana do Brasil.

## História
"Com o objetivo de produzir e distribuir material literário necessário para a educação e crescimento da Igreja Presbiteriana do Brasil (IPB), foi organizada a 25 de fevereiro de 1948 a Casa Publicadora Presbiteriana, que passou a ser a Casa Editora Presbiteriana (CEP). Seus primeiros dirigentes foram Boanerges Ribeiro (presidente), Armando Azevedo (secretário) e João Lupion Filho (tesoureiro). A CEP é hoje amplamente conhecida e respeitada no mercado com o nome fantasia Editora Cultura Cristã.
A proposta de criação de uma editora própria para a denominação surgiu em 02.01.1946, na cidade de Pederneiras, SP, durante uma reunião do presbitério de Bauru, SP. Naquela ocasião, por iniciativa do Rev. Boanerges Ribeiro, foi aprovado e encaminhado ao Supremo Concílio documento propondo a fundação de uma editora que publicasse e distribuísse a literatura necessária para a denominação. Dois anos após o envio do documento, foi lançada oficialmente a editora da IPB.
A Vida de Miguel Torres, do Rev. Júlio Andrade Ferreira, antigo historiador da IPB, foi a sua primeira obra, seguida do Sistema Presbiteriano.
[...] Uma autarquia da IPB, a Casa Editora Presbiteriana é conduzida pelo CECEP (Conselho de Educação Cristã e Publicações, eleito pelo
Supremo Concílio, e seu Editor é assessorado pelo Conselho Editorial. A Diretoria Executiva está a cargo do Presb. Haveraldo Ferreira Vargas e o Editor-Chefe é o Rev. Cláudio Antônio Batista Marra, jornalista responsável pelas publicações."

## Livros
Possui um catálogo com mais de 600 títulos – disponíveis em 36 grupos temáticos –  que apresentam a solidez e consistência da teologia reformada. Dos livros acadêmicos aos mais leves, devocionais ou de pesquisa e consulta, todos foram escritos por autores brasileiros ou estrangeiros escolhidos por sua fidelidade à Palavra. A Cultura Cristã tem também um crescente acervo de eBooks, até 2020 foram publicados aproximadamente 50 títulos nesse formato.
A CEP tem lançado títulos que de destaque como As Institutas de João Calvino (em duas diferentes coleções), diversas teologias sistemáticas de notáveis autores como Dogmática reformada (4 vol.), de Herman Bavinck, Compêndio de Teologia Apologética (3 vol.), de François Turretini, Teologia Sistemática, de Louis Berkhof, Doutrinas da Fé Cristã, de Michael Horton, Teologia Sistemática, de John Frame (2 vol.), Teologia Sistemática Reformada (vol. 1) de Joel R. Beeke e Paul M. Smalley. Além disso, publica diversos Comentários do Novo e do Antigo Testamentos, a Enciclopédia Bíblica Cultura Cristã (uma obra com cerca de seis mil páginas de informações) e dicionários bíblicos são boas amostras do acervo.

## Bíblias de estudo
A editora já publicou duas bíblias de estudo. Em 1999, lançou a primeira edição da Bíblia de Estudo de Genebra, publicada originalmente em inglês sob o título New Geneva Study Bible. A 2ª edição foi lançada em 2009 (publicada originalmente em inglês com o título The Spirit of the Reformation Study Bible, pela Excelsis Center Inc.). "Esta Bíblia de estudo chama a atenção para expressões clássicas da Teologia Reformada ao incluir em seus apêndices o texto integral de algumas confissões e catecismos, a saber, a Confissão Belga, o Catecismo de Heidelberg, os Cânones de Dort, a Confissão de Fé de Westminster e os Catecismos Maior e Breve de Westminster. As notas de estudo também trazem um índice reverso a todas as referências bíblicas contidas nesses documentos. [...] um total superior a 20 mil notas."
Possui 66 artigos teológicos, notas sobre a relação entre Cristo e cada livro da Bíblia, encontradas nas introduções a esses livros, a indexação do texto das notas com os Símbolos de Fé Reformados, mapas, gráficos, concordância bíblica e uma variedade imensa de outras informações. Pela coerência doutrinária do seu texto e pela riqueza do seu conteúdo, é a bíblia de estudo com maior venda no Brasil.
Em 2018, lançou a Bíblia de Estudo Herança Reformada, publicada originalmente em inglês sob o título The Reformation Heritage KJV Study Bible, pela Reformation Heritage Books. Essa bíblia de estudos tem ênfase nas aplicações devocionais. Cada livro bíblico foi bem pesquisado, as principais doutrinas cristãs explicadas. Principais recursos: pensamentos para devoções pessoais e familiares no final de todos os capítulos; artigos sobre como viver a vida cristã; 71 artigos doutrinários; milhares de notas de estudo com referências cruzadas integradas; apresentações para cada seção e cada livro da Bíblia; concordância, mapas de cores, plano de leitura diária; panorama da história da igreja (vinte séculos de história da igreja foram resumidos de modo didático); credos antigos, confissões e catecismos com introduções.

## Outras publicações
A Editora Cultura Cristã publica revistas e outros materiais para uso da denominação, bem como um currículo completo para a Escola Dominical e uma linha bem diversificada, que pode ser acessado em seu site.  
Revistas para Escola dominical
- Primeiros Passos - currículo voltado às crianças de 2 e 3 anos, composto por oito revistas. Trata dos temas mais usados pelas crianças nesta fase para firmar o conceito sobre o Deus Criador que ama e cuida, sobre a família, a igreja e a Palavra de Deus.
- Firmando os Passos - currículo voltado às crianças de 4 a 6 anos, composto por doze revistas. Além de reforçar os temas trabalhados na revista Primeiros Passos, apresenta outros assuntos como a vida de alguns personagens bíblicos.

- MQV Kids - preparado para as crianças de 7 e 8 anos. São oito revistas que tratam sobre o período dos patriarcas até o final da monarquia, explora o ministério e as parábolas de Jesus, o início da igreja e as viagens missionárias e, também, assuntos práticos relacionados à vida cristã.
- MQV Júnior - tem como público-alvo as crianças de 9 a 11 anos. São doze revistas que tratam do panorama bíblico, geografia bíblica, dos Dez mandamentos, de personagens e fatos bem conhecidos e outros desconhecidos das crianças, vida cristã, oração, missões e bases da fé.
- Território Teen - voltada para os adolescentes (12-17 anos)
- Nossa Fé - para jovens e adultos, tem como foto uma abordagem de temais atuais.
- Expressão - para jovens e adultos, apresenta estudos expositivos.
- Palavra Viva - para jovens e adultos, trata da Teologia Reformada aplicada.

Revista Dia D+ (3 volumes)  
Uma revista voltada com lições variadas para domingos especiais, que pode ser usada de diferentes maneiras e em diferentes datas ao longo do ano (durante as férias, domingos com datas comemorativas e temas extracurriculares que precisam ser trabalhados). Até 2020 foram lançados 3 volumes.  
Crianças Adoram a Deus (3 volumes)  
Um conjunto de recursos criado por pastores, educadores e editores como apoio aos pastores e outros educadores dedicados ao enriquecimento espiritual dos pequeninos do rebanho, todos os que os instruem no caminho do Senhor.  
EBF (10 volumes)  
Programa completo para Escola Bíblica de Férias que também pode ser adaptado para outras reuniões com as crianças, acampamento ou escola dominical especial. Até 2019 foram lançados 10 volumes.  
Revista Servos Ordenados (para os oficiais da Igreja é publicado trimestralmente)  
Jornal Brasil Presbiteriano (publicado mensalmente)  